# Jakob Voelkerling Persson
Jakob Voelkerling Persson, né le 27 septembre 2000 en Suède, est un footballeur suédois qui évolue au poste de défenseur central à l'IK Sirius.

## Biographie

### En club
Né en Suède, Jakob Voelkerling Persson commence le football au Trelleborgs FF, avant de rejoindre le FC Trelleborg puis le Helsingborgs IF. Il fait sa première apparition en professionnel le 22 août 2019, à l'occasion d'une rencontre de coupe de Suède face à l'Oskarshamns AIK (en). Il est titularisé et son équipe est battue (2-1 score final).
Il joue son premier match dans l'Allsvenskan, la première division suédoise, le 15 juin 2020, lors de la première journée de la saison 2020 face au Varbergs BoIS. Il est titularisé et son équipe s'incline par trois buts à zéro.
Le 21 août 2020, Voelkerling Persson prolonge son contrat avec l'Helsingborgs IF jusqu'en décembre 2022.
Le 14 juin 2022, il est prêté à l'Ängelholms FF, qui évolue alors dans l'Ettan Södra, la troisième division suédoise.

### IK Sirius
Le 8 juillet 2022, Jakob Voelkerling Persson s'engage en faveur de l'IK Sirius. Il signe un contrat le liant au club jusqu'en juillet 2026.